# 克里爾雷克里維拉 (加利福尼亞州)
克利爾萊克里維埃拉（英語：Clearlake Riviera）是位於美國加利福尼亞州萊克縣的一個人口普查指定地區。

## 地理
克利爾萊克里維埃拉的座標為38°57′15″N 122°43′15″W / 38.95417°N 122.72083°W，而該地最高點為海拔高度535米（即1755英尺）。

## 人口
根據2010年美國人口普查的數據，克利爾萊克里維埃拉的面積為13.533平方千米，當中陸地面積為13.529平方千米，而水域面積為0.004平方千米。當地共有人口3090人，而人口密度為每平方千米228人。